# Nikolsk
Nikolsk (em russo: Нико́льск) é uma cidade e centro administrativo do distrito de Nikolsky, Rússia.